# Чохели, Годердзи Николаевич
Годердзи (Гиули) Никола́евич Чохе́ли (2 октября 1954 — 16 ноября 2007) — грузинский кинорежиссёр, сценарист и писатель.

## Биография
Родился 2 октября 1954 года в селе Чохи, Душетский район, Грузинской ССР.
В 1972—1974 годах учился на актёрском факультете, в 1979 году окончил режиссёрский факультет Тбилисского театрального института имени Ш. Руставели (мастерская Л. Гогоберидзе).
С 1979 года работал на киностудии  «Грузия-фильм». В 1981 году стал членом Союза писателей Грузии.
Автор книг «Письмо елям» (1980), «Туманное ущелье» (1982).
В 2000-х гг. вёл уединённый образ жизни в одном из монастырей Карельского района.
Ушёл из жизни 16 ноября 2007 года после продолжительной болезни. Похоронен во дворе женского монастыря им. Святой Нино в Мцхета.

## Семья
Нино Мелашвили, актриса. Двое детей.

## Фильмография

### Режиссёрские работы
- 1978 — Землемеры (короткометражный, курсовая работа)
- 1978 — Слово о добрых людях (документальный, курсовая работа)
- 1980 — Хевсур из Бакурхеви (короткометражный)
- 1981 — Меквле (документальный)
- 1982 — Мать-земля (короткометражный)
- 1982 — Пасха (Воскресенье) (документально-игровой, короткометражный)
- 1982 — Рождение (документальный)
- 1985 — Великий поход за невестой
- 1986 — Письмо елям (груз.  Tserili nadzvebs) (телефильм, короткометражный)
- 1988 — Пасхальный ягнёнок (груз.  Agdgomis batkani) (новелла в киноальманахе «Чужой»)
- 1988 — Чужой (груз.  Utskho) (новелла в киноальманахе «Чужой»)
- 1989 — Белый флаг (груз.  Tetri drosha) (короткометражный)
- 1989 — Дети греха (телефильм)
- 1997 — Райские птички (среднеметражный)
- 1998 — Евангелие от Луки (груз.  Lukas sakhareba (Благовествование от Луки), англ.  The Gospel According to Luke)
- 1999 — Прикованные рыцари (Грузия, Россия) (груз.  Mijachvuli raindebi, англ.  The Chained Khights)

### Сценарии
- 1983 — Жёлтая птица
- 1984 — Рассказ бывалого пилота
- 1985 — Великий поход за невестой
- 1988 — Пасхальный ягнёнок (груз.  Agdgomis batkani) (новелла в киноальманахе «Чужой»)
- 1988 — Чужой (груз.  Utskho) (киноальманах)
- 1989 — Дети греха (телефильм)
- 1997 — Райские птички (среднеметражный)
- 1998 — Евангелие от Луки (груз.  Lukas sakhareba (Благовествование от Луки), англ.  The Gospel According to Luke)
- 1999 — Прикованные рыцари (Грузия, Россия) (груз.  Mijachvuli raindebi, англ.  The Chained Knights)

### Актёр
- 1989 — «Дети греха» — эпизод (нет в титрах)
- 1983 — «Жёлтая птица» — Нино

## Награды
- Специальный приз православной прессы на международном кинофестивале «Золотой Витязь—99» в конкурсе игровых фильмов, фильм «Евангелие от Луки» (1997).
- Приз за лучший сценарий на ОКФ «Киношок», фильм «Евангелие от Луки» (1998 г., Анапа).
- Гран-при на открытом фестивале кино стран СНГ и Балтии «Киношок», фильм «Райские птички» (1997 г., Анапа).
- Первый приз на кинофестивале «Образъ веры», фильм «Дети греха» (1995 г., Москва).
- Государственная премия Грузии имени Ш. Руставели, фильм «Дети греха» (1992).
- Приз за лучший сценарий на международном кинофестивале «Золотой орёл», фильм «Дети греха» (1992 г., Тбилиси).
- Приз за режиссуру на международном фестивале телевизионных фильмов, фильм «Дети греха» (1990 г., Монте-Карло).
- Приз католической церкви «За гуманизм в искусстве» на международном фестивале телевизионных фильмов, фильм «Дети греха» (1990 г., Монте-Карло).
- Главный приз на международном фестивале короткометражных фильмов, фильм «Мать-земля» (1982 г., Оберхаузен).
- Премия за лучшую книгу года, книга «Письмо елям» (1980).